# Monaco az 1984. évi nyári olimpiai játékokon
Monaco az egyesült államokbeli Los Angelesben megrendezett 1984. évi nyári olimpiai játékok egyik részt vevő nemzete volt. Az országot az olimpián 5 sportágban 8 sportoló képviselte, akik érmet nem szereztek.

## Cselgáncs
| Versenyző        | Versenyszám | Csoport | 32-es főtábla           | Nyolcaddöntő      | Negyeddöntő       | Elődöntő          | Vigaszág nyolcaddöntő | Vigaszág negyeddöntő | Vigaszág elődöntő | Bronz- mérkőzés   | Döntő             | Helyezés |
| Versenyző        | Versenyszám | Csoport | Ellenfél Eredmény       | Ellenfél Eredmény | Ellenfél Eredmény | Ellenfél Eredmény | Ellenfél Eredmény     | Ellenfél Eredmény    | Ellenfél Eredmény | Ellenfél Eredmény | Ellenfél Eredmény | Helyezés |
| ---------------- | ----------- | ------- | ----------------------- | ----------------- | ----------------- | ----------------- | --------------------- | -------------------- | ----------------- | ----------------- | ----------------- | -------- |
| Eric-Louis Bessi | Középsúly   | B       | Densign White (GBR) · V | kiesett           | kiesett           | kiesett           |                       |                      |                   |                   |                   | 18.      |

## Íjászat
| Versenyző     | Versenyszám  | 1. forduló | 1. forduló | 2. forduló | 2. forduló | Összesítés | Összesítés |
| Versenyző     | Versenyszám  | Pont       | Hely.      | Pont       | Hely.      | Pont       | Helyezés   |
| ------------- | ------------ | ---------- | ---------- | ---------- | ---------- | ---------- | ---------- |
| Gilles Cresto | Férfi egyéni | 1209       | 34.        | 1180       | 41.        | 2389       | 39.        |

## Sportlövészet
Férfi
| Versenyző              | Versenyszám       | Pont | Helyezés |
| ---------------------- | ----------------- | ---- | -------- |
| Jean-Pierre Gasparotti | Szabadpisztoly    | 513  | 48.      |
| Joël Nigiono           | Szabadpisztoly    | 505  | 50.      |
| Pierre Boisson         | Sportpuska, fekvő | 563  | 69.      |

Nyílt
| Versenyző          | Versenyszám | Pont | Helyezés |
| ------------------ | ----------- | ---- | -------- |
| Jean-Marie Repaire | Trap        | 161  | 62.      |

## Úszás
Férfi
| Versenyző       | Versenyszám | Előfutam | Előfutam | Előfutam | Döntő   | Döntő   | Döntő   | Helyezés |
| Versenyző       | Versenyszám | Idő      | Hely.    | Össz.    | Típus   | Idő     | Hely.   | Helyezés |
| --------------- | ----------- | -------- | -------- | -------- | ------- | ------- | ------- | -------- |
| Jean-Luc Adorno | 100 m gyors | 56,38    | 7.       | 56.      | kiesett | kiesett | kiesett | kiesett  |

## Vívás
Férfi
| Versenyző       | Versenyszám  | Selejtező | Selejtező | Selejtező | Selejtező | Selejtező         | Selejtező | Főtábla           | Főtábla           | Vigaszág          | Vigaszág          | Negyeddöntő       | Elődöntő          | Döntő             | Helyezés |
| Versenyző       | Versenyszám  | 1. kör | 1. kör    | 2. kör | 2. kör    | 3. kör            | 3. kör    | 1. kör            | 2. kör            | 1. kör            | 2. kör            | Negyeddöntő       | Elődöntő          | Döntő             | Helyezés |
| Versenyző       | Versenyszám  | Ellenfél Eredmény | Hely.     | Ellenfél Eredmény | Hely.     | Ellenfél Eredmény | Hely.     | Ellenfél Eredmény | Ellenfél Eredmény | Ellenfél Eredmény | Ellenfél Eredmény | Ellenfél Eredmény | Ellenfél Eredmény | Ellenfél Eredmény | Helyezés |
| --------------- | ------------ | --- | --------- | --- | --------- | ----------------- | --------- | ----------------- | ----------------- | ----------------- | ----------------- | ----------------- | ----------------- | ----------------- | -------- |
| Olivier Martini | Kard, egyéni | 3. csoport · James Kreglo (ISV) · 5–2 · Atilio Tass (ARG) · 2–5 · Peter Westbrook (USA) · 4–5 · Ioan Pop (ROU) · 1–5 · Giovanni Scalzo (ITA) · 2–5 | 5.        | 5. csoport · Mark Slade (GBR) · 4–5 · Vang Zsuj-csi (Wang Ruiji) (CHN) · 2–5 · Pierre Guichot (FRA) · 1–5 · Marin Mustaţă (ROU) · 1–5 | 5.        | kiesett           | kiesett   | kiesett           | kiesett           | kiesett           | kiesett           | kiesett           | kiesett           | kiesett           | 30.      |